# Rukomet na Mediteranskim igrama 1967.
Rukometni turnir na MI 1967. održao se u Tunisu u istoimenoj državi. 

## Konačni poredak
| Mj. | Država      |
| --- | ----------- |
| 1.  | Jugoslavija |
| 2.  | Španjolska  |
| 3.  | Tunis       |

| Pobjednici              |
| ----------------------- |
| Jugoslavija Prvi naslov |